# بيت الوعيل (النادرة)

تعديل مصدري - تعديل

بيت الوعيل هي محلة تابعه لقرية المصلول التابعة لعزلة العارضة بمديرية النادرة إحدى مديريات محافظة إب في الجمهورية اليمنية، بلغ تعداد سكانها 54 حسب تعداد اليمن لعام 2004.